# Diocèse de Shunqing

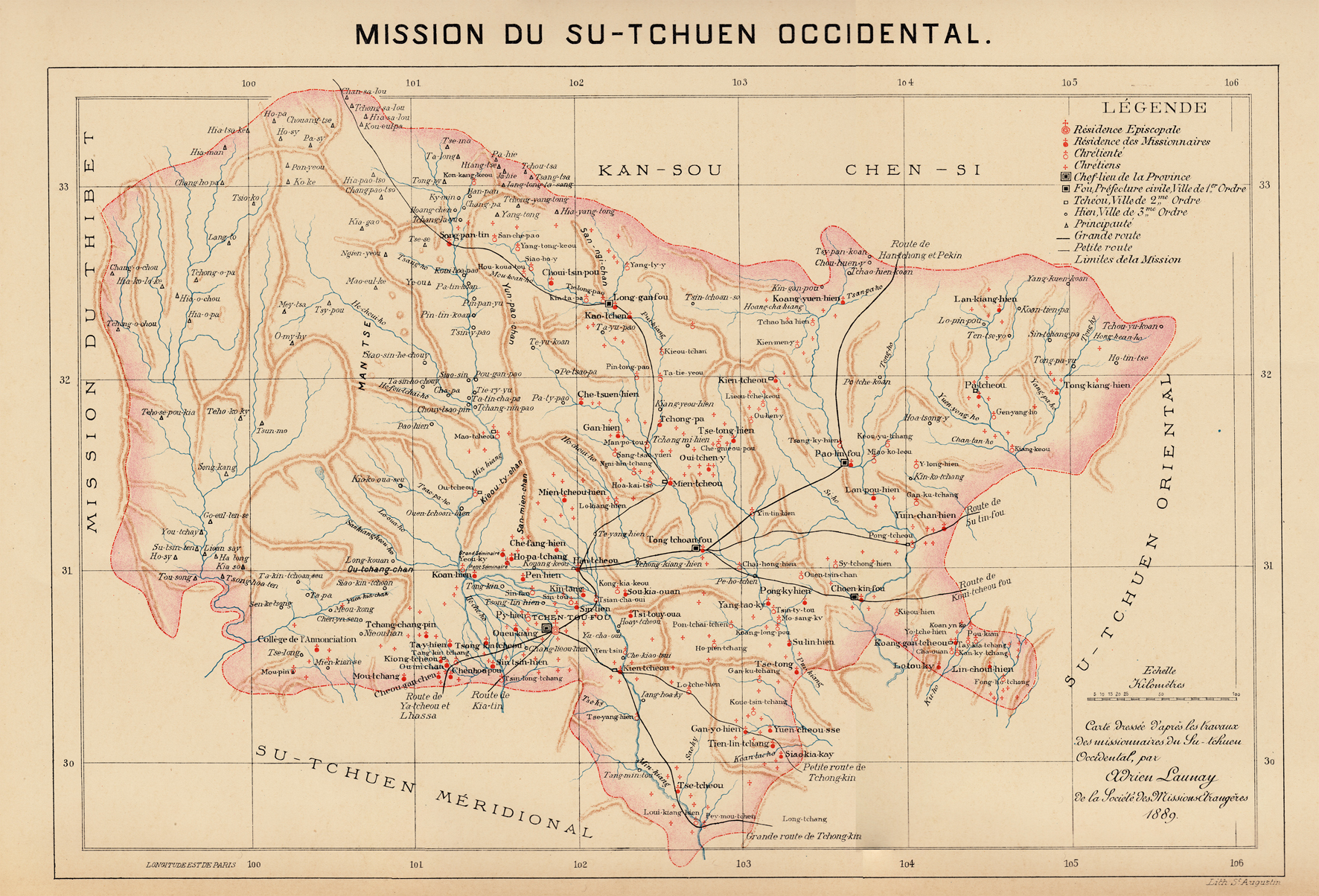
Carte dressée d'après les travaux des missionnaires du Su-tchuen occidental, par Adrien Launay, 1889.

Le diocèse de Shunqing ou de Nanchong (en latin: Diocoesis Scioenchimensis) est un diocèse catholique dont le siège se trouve dans la ville de Nanchong en Chine. Il a été fondé le 11 avril 1946 et il est suffragant de l'archidiocèse de Chongqing.

## Historique

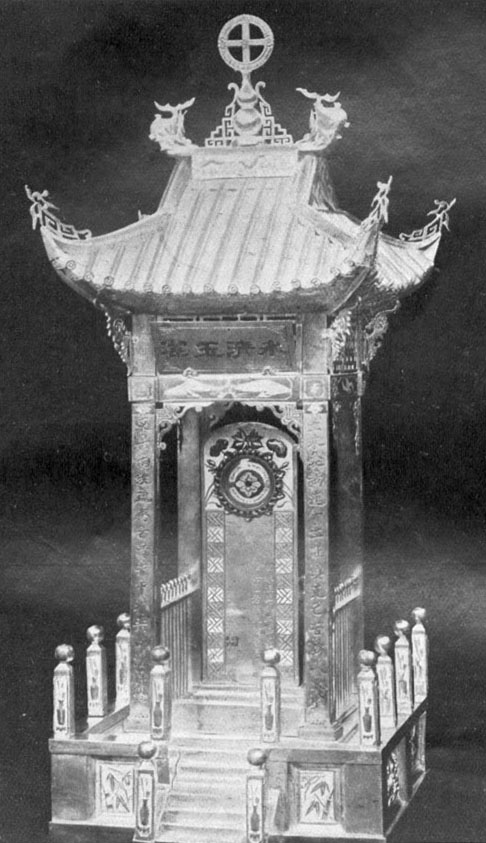
Reliquaire de sainte Thérèse de Lisieux conservé au monastère bénédictin de Si-shan.

- 2 août 1929: fondation du vicariat apostolique de Choun-king (Choen-kin-fou) par le bref de Pie XI Supremi Apostolatus, détaché du vicariat apostolique de Chen-Tu.
- 11 avril 1946: le vicariat est élevé au statut de diocèse par la bulle de Pie XII Quotidie Nos[1].

Le monastère bénédictin Saint-André de Xishan construit par les moines de l'abbaye Saint-André de Bruges, a été fondé en 1929 mais fermé en 1945. Le monastère était situé sur la colline ouest (Xishan, ou Si-shan) dans la banlieue de Nanchong, où était conservée une relique de sainte Thérèse de Lisieux.

## Ordinaires
- Paul Wang Wen-cheng, 2 décembre 1929 - 28 janvier 1961, décédé
- Michel Huang Woze, nommé par l'association patriotique en 1988, est mort le 22 mars 2004 à l'âge de 99 ans[2].

## Statistiques
- Le diocèse comptait, en 1950, sur huit millions d'habitants 19 442 baptisés[3]. Selon les sources chinoises, il comptait 70 000 baptisés en 2005, pour une quinzaine de prêtres.